# Дани, Риза
Риза Дани (алб. Riza Dani; 1887, Шкодер — 1948, Тирана) — албанский политик, активист национально-освободительного и республиканского движения. Сторонник Фана Ноли, противник Ахмета Зогу. Участник антифашистского сопротивления. Выступал против диктатуры Энвера Ходжи, был лидером оппозиционной Депутатской группы. Считался идеологом антикоммунистического Пострибского восстания. На показательном процессе приговорён к смертной казни и расстрелян. В современной Албании причисляется к борцам за свободу и демократию.

## Повстанец-националист
Родился в мусульманской семье горского происхождения. Отец Ризы Дани был родом из Пуки, мать из Мирдиты. Школу окончил в Шкодере, продолжал образование в Стамбуле. Получил юридическое образование. Во время учёбы в Стамбульском университете сошёлся с албанскими националистами. Состоял в патриотическом Клубе албанского языка. Луидь Гуракучи и Гергь Фишта были друзьями семьи Дани.
Вернувшись в Албанию, Риза Дани участвовал в антиосманском восстании 1912. По его инициативе в Шкодере 1913 был поднял албанский национальный флаг. Эти события, в которых противниками албанских националистов являлась не только Османская империя, но также Сербское и Черногорское королевства и Российская империя, во многом определили его дальнейшие позиции.

## Республиканский активист
В независимом Княжестве Албания Риза Дани организовывал властные структуры Шкодера. Во время Первой мировой войны состоял в национал-революционной организации Краху Комбетар («Крылья нации») и Комитете национальной обороны Косово, добивавшемся присоединения Косово к независимой Албании. Организовывал национальное сопротивление как австро-венгерским, так и черногорским военным властям. Был делегатом от Шкодера на Албанской национальной ассамблее в Дурресе 1918.
В 1921 Риза Дани был впервые избран в албанский парламент. Являлся активным сторонником либерально-республиканского движения Фана Ноли, состоял в Народной партии. В своей политике стремился выражать интересы крестьянства и городского предпринимательства, считая эти социальные группы опорой албанской независимости. При правительстве Ноли в 1924 возглавлял администрацию Дурреса.
После свержения Фана Ноли и прихода к власти Ахмета Зогу Риза Дани вынужден был эмигрировать в Италию, затем перебрался в Австрию. Был заочно приговорён зогистским судом к смертной казни.
Риза Дани был решительным противником королевского режима Зогу. Состоял в республиканско-националистическом союзе Башкими Комбетар и объединении албанских левореспубликанских политэмигрантов комитет КОНАРЕ. Однако он был убеждённым антикоммунистом и вышел из КОНАРЕ в 1927, когда в организации усилилось влияние Коминтерна.
В 1931 в Вене албанские боевики-националисты предложили Дани участвовать в покушении на Зогу. Он отказался, заявив, что не намерен действовать «подобно четникам и большевикам». Однако неудачное покушение на Зогу состоялось без его участия. Дани попал под подозрение и вынужден был переехать из Австрии в Югославию.
В Албанию Риза Дани вернулся в 1939, когда Зогу был свергнут итальянскими оккупантами. Занимался коммерцией и общественной деятельностью в Шкодере. После капитуляции Италии и немецкой оккупации Албании Риза Дани примкнул к антифашистскому движению. Возглавлял Антифашистский национально-освободительный совет в Шкодере. Несмотря на свои антикоммунистические взгляды, сотрудничал с Национально-освободительным фронтом и Национально-освободительной армией.

## Оппозиционный депутат
В ноябре 1944 к власти в Албании пришла Коммунистическая партия (КПА) во главе с Энвером Ходжей. Первоначально КПА формально выступала от имени Демократического фронта Албании, в котором состояли и некоммунисты национал-патриотических взглядов, участвовавшие в антифашистской борьбе. Среди таких политиков был и Риза Дани. 2 декабря 1945 Риза Дани был избран депутатом Конституционного собрания от Шкодера.
Риза Дани выступал за демократическое устройство Албании, многопартийность, гражданские свободы и экономику частной инициативы по западному образцу. Стал неминуем его жёсткий конфликт с КПА и правительством Ходжи. Однако в Конституционном собрании, которое в марте 1946 преобразовалось в Народное собрание Албании, сложилась Депутатская группа из примерно двадцати человек, стоявших на сходных позициях. Риза Дани являлся фактическим лидером парламентской оппозиции.
Депутатская группа высказывалась против партийной монополии КПА, огосударствления экономики, идеологизации образования, подчинения Албании сталинскому СССР и титовской Югославии, а главное, против проекта Конституции, утверждённого в марте 1946. Риза Дани утверждал, что коммунистический конституционный проект «вращается вокруг идеологической, а не национальной оси». Он предложил также альтернативный состав президиума Народного собрания. Выступая на митинге в Шкодере 6 июля 1946, Риза Дани говорил о неизбежности восстания против нового режима.
Эти выступления вызывали нескрываемое раздражение властей. Министр экономики НРА Нако Спиру называл Ризу Дани «авангардом реакции». С другой стороны, авторитет и популярность Ризы Дани в Шкодере, его демократические и республиканские убеждения признавал сам Энвер Ходжа.

Я был против турок, против Зогу, против итальянцев. Я был далёк от любой реакции или личного интереса. Но не ради Нако Спиру, а во имя Родины.

Риза Дани

9 сентября 1946 было подавлено антикоммунистическое Пострибское восстание. Повстанцы сумели прорваться в Шкодер и несколько часов вели бой с войсками Сигурими. Риза Дани не участвовал в Пострибском восстании. Однако его идеи, позиции, публичные выступления явно отразились на повстанческой идеологии. Это дало органам госбезопасности повод для преследования.

## Арест, суд, казнь
Риза Дани и ещё несколько депутатов были арестованы 11 октября 1946 (их депутатская неприкосновенность была отменена только 23 декабря). 14 мая 1947 последовала директива руководства КПА об арестах и процессах над членами депутатской группы. Её подписали Энвер Ходжа, Нако Спиру, Хюсни Капо и Шефкет Печи. Это решение было согласовано с послом СССР Дмитрием Чувахиным.
Допросы Ризы Дани вели майоры госбезопасности Васка Колеци, впоследствии директор Сигурими, и Зои Темели, руководитель подавления Пострибского восстания. (Оба они со временем были репрессированы как сообщники казнённого министра внутренних дел Кочи Дзодзе.) Ризу Дани, как и других членов Депутатской группы, обвиняли в создании подпольной антиправительственной организации, укрывательстве беглых противников режима, связях с британской и американской миссиями, организации Пострибского восстания.
Семидесятилетнего Дани подвергали жестоким избиениям и пыткам. Однако он держался твёрдо, отказался признать вину и подписывать протоколы. При этом, отрицая подпольную деятельность, он признавал и подчёркивал свою враждебность режиму, которую выражал публично.

Я хочу, чтобы люди знали: я пишу спокойно и в полном сознании. Я хочу иметь свидетеля, который подтвердил бы в будущем: всё, что я говорил в парламенте, не было случайностью или следствием нервного срыва. Я сказал то, что должен был сказать. И я знаю, как это будет выглядеть.

Риза Дани

Заседания Высшего военного суда начались 31 декабря 1947. Риза Дани вновь назвал обвинения клеветой и выразил лишь одно желание: быть похороненным вместе с дочерью. 22 января 1948 был оглашён вердикт: все 19 обвиняемых признаны виновными, 7 из них, в том числе Риза Дани, приговорены к смертной казни.
7 февраля 1948 Риза Дани был расстрелян. Место его захоронения до сих пор неизвестно.

## Семья и память
Риза Дани был женат, имел дочь. Агиме Дани умерла 9 сентября 1946 (день Пострибского восстания). Это подчёркивало трагизм положения Дани. Свои записи, сделанные в тюрьме, он сумел передать на сохранение через племянницу.
Реабилитация членов Депутатской группы, в том числе Ризы Дани, состоялась после падения коммунистического режима в Албании. Они признаны борцами за свободу и демократию, героями и мучениками сопротивления тоталитаризму. Риза Дани считается в современной Албании выдающимся патриотом и демократом.